# رامون فارغاس كولمان
رامون فارغاس كولمان (بالإسبانية: Ramón Vargas Colman) هو عازف الغيتار الكلاسيكي وملحن وعازف قيثارة باراغواياني، ولد في 3 مارس 1925 في Tebicuary-mí ‏ في باراغواي، وتوفي في 7 مايو 1983.